# Pterostichus acutipes
Pterostichus acutipes är en skalbaggsart som beskrevs av Barr. Pterostichus acutipes ingår i släktet Pterostichus och familjen jordlöpare. Inga underarter finns listade i Catalogue of Life.